# Dichiarazione di Alma Ata
La dichiarazione di Alma Ata sull'assistenza sanitaria primaria venne adottata alla conferenza internazionale sull'assistenza sanitaria primaria tenuta il 6-12 settembre 1978 ad Alma Ata, nell'ex-Unione Sovietica.

## Storia
Per quanto riguarda la politica della salute internazionale, fu l'evento più importante degli anni '70. La conferenza fu organizzata dall'OMS, dall'Organizzazione panamericana della salute, dall'UNICEF e patrocinata dalla Unione Sovietica. La dichiarazione di Alma Ata sottolinea l'importanza dell'attenzione primaria alla salute come strategia per ottenere un miglior livello di salute della popolazione. Il suo motto fu: "Salute per tutti entro il 2000".
La conferenza espresse la necessità urgente di azioni da parte di tutti i governi, degli operatori della salute e della comunità internazionale, per proteggere e promuovere il modello di attenzione primaria alla salute, per tutti gli individui del mondo.
A questa conferenza parteciparono 134 paesi e 67 organizzazioni internazionali, con l'assenza importante della Repubblica Popolare Cinese.

## I dieci punti della dichiarazione
La conferenza internazionale formulò la seguente dichiarazione.
1. La conferenza ribadisce con forza che la salute, stato di completo benessere fisico, mentale e sociale e non semplicemente assenza di malattia o infermità, è un diritto umano fondamentale e riafferma che il raggiungimento del maggior livello di salute possibile è un risultato sociale estremamente importante in tutto il mondo, la cui realizzazione richiede il contributo di molti altri settori economici e sociali in aggiunta a quello sanitario.
2. L'enorme disparità esistente nello stato di salute delle persone, in modo particolare tra i paesi sviluppati e quelli in via di sviluppo ma anche all'interno delle nazioni, è inaccettabile dal punto di vista politico, economico, sociale e rappresenta una preoccupazione comune a tutti i paesi.
3. Lo sviluppo economico e sociale, basato su un nuovo ordine economico internazionale, è di importanza fondamentale per raggiungere appieno la salute per tutti e per ridurre il divario tra lo stato di salute dei paesi in via di sviluppo e quello dei paesi sviluppati. La promozione e la tutela della salute delle persone è indispensabile per un intenso sviluppo economico e sociale e contribuisce a una miglior qualità della vita e alla pace mondiale.
4. Le persone hanno il diritto e il dovere di partecipare individualmente e collettivamente alla progettazione e alla realizzazione dell'assistenza sanitaria di cui hanno bisogno.
5. I governi sono responsabili della salute dei propri cittadini: essa può essere raggiunta solo mettendo a disposizione adeguate misure sanitarie e sociali. Nei prossimi decenni un obiettivo sociale essenziale dei governi, delle organizzazioni internazionali e dell'intera comunità mondiale dovrebbe essere il raggiungimento, entro l'anno 2000, di un livello di salute che permetta a tutti i popoli del mondo di condurre una vita socialmente ed economicamente produttiva. L'assistenza sanitaria primaria è la chiave per conseguire questo risultato dentro la cornice dello sviluppo in uno spirito di giustizia sociale.
6. L'assistenza sanitaria primaria è costituita da quelle forme essenziali di assistenza sanitaria che sono basate su tecnologie e metodi pratici, scientificamente validi e socialmente accettabili, che sono rese accessibili a tutti gli individui e alle famiglie nella comunità grazie alla loro piena partecipazione, che sono realizzate a un costo che la comunità e la nazione possono sostenere in ogni fase del proprio sviluppo in uno spirito di autonomia e di autodeterminazione. L'assistenza sanitaria primaria è una parte integrante sia del sistema sanitario di un paese, del quale rappresenta la funzione centrale e il punto principale, sia del completo sviluppo sociale ed economico della comunità. Essa rappresenta la prima occasione di contatto degli individui, della famiglia e della comunità con il sistema sanitario nazionale, portando l'assistenza sanitaria il più vicino possibile ai luoghi di vita e di lavoro, e costituisce il primo elemento di un processo continuo di assistenza sanitaria.
7. L'assistenza sanitaria primaria:
  - riflette e si sviluppa dalle condizioni economiche e dalle caratteristiche socioculturali e politiche di un paese e delle sue comunità; essa si fonda sull'applicazione dei risultati significativi ottenuti dalla ricerca sociale, biomedica e nei servizi sanitari e sull'esperienza maturata in sanità pubblica;
  - affronta i principali problemi di salute nella comunità, fornendo i necessari servizi di promozione, prevenzione, cura e riabilitazione;
  - comprende almeno: l'educazione sui principali problemi di salute e sui metodi per prevenirli e controllarli; la promozione di un sistema di approvvigionamento alimentare e di una corretta alimentazione; un'adeguata disponibilità di acqua sicura e il miglioramento delle condizioni igieniche fondamentali; l'assistenza sanitaria materna e infantile, compresa la pianificazione familiare; l'immunizzazione contro le principali malattie infettive; la prevenzione e il controllo delle malattie endemiche locali; un appropriato trattamento delle malattie e delle lesioni più comuni; la fornitura dei farmaci essenziali;
  - coinvolge, oltre al settore sanitario, tutti gli altri settori e aspetti dello sviluppo nazionale e della comunità che sono collegati, in particolare l'agricoltura, la zootecnica, la produzione alimentare, l'industria, l'istruzione, l'edilizia, i lavori pubblici, le comunicazioni e altri settori; inoltre necessita del coordinamento delle attività tra tutti questi settori;
  - richiede e promuove al massimo l'autonomia dell'individuo e della comunità e la partecipazione alla progettazione, organizzazione, funzionamento e controllo dell'assistenza sanitaria primaria stessa, usando appieno le risorse locali, nazionali e le altre disponibili; per questo fine sviluppa, attraverso un'adeguata educazione, la capacità delle comunità a partecipare;
  - dovrebbe essere sostenuta da sistemi di riferimento integrati, funzionali e di supporto reciproco che portano a un progressivo miglioramento dell'assistenza sanitaria globale per tutti e danno priorità a coloro che sono maggiormente nel bisogno;
  - a livello locale e ai livelli di riferimento l'assistenza sanitaria primaria dipende dagli operatori sanitari, comprendendo di volta in volta i medici, gli infermieri, le ostetriche, il personale ausiliario e gli operatori di comunità, come pure dalle figure professionali tradizionali quando necessario: essi devono essere adeguatamente preparati, dal punto di vista sociale e tecnico, a lavorare come una squadra per la salute e a rispondere ai bisogni di salute espressi della comunità.
8. Tutti i governi dovrebbero formulare a livello nazionale politiche, strategie e piani d'azione per diffondere e sostenere l'assistenza sanitaria primaria come parte dell'intero sistema sanitario nazionale e in modo coordinato con gli altri settori. A questo scopo, sarà necessario esercitare una volontà politica, mobilitare le risorse del paese e usare razionalmente le risorse esterne disponibili.
9. Tutte le nazioni dovrebbero agire in uno spirito di stretta cooperazione e di servizio per garantire a ciascuno l'assistenza sanitaria primaria, dal momento che il raggiungimento della salute da parte delle persone di un qualsiasi paese interessa direttamente e rappresenta un beneficio per tutte le altre nazioni. In questo contesto il rapporto congiunto sull'assistenza sanitaria primaria curato dall'OMS e dall'UNICEF costituisce una solida base per lo sviluppo e le attività ulteriori dell'assistenza sanitaria primaria in ogni parte del mondo.
10. Un accettabile livello di salute per tutte le persone del mondo può essere raggiunto entro l'anno 2000 grazie a un migliore e più completo uso delle risorse mondiali, una parte considerevole delle quali è oggi destinata agli armamenti e ai conflitti militari. Un'autentica politica di indipendenza, di pace, di distensione e di disarmo potrebbe e dovrebbe liberare risorse aggiuntive che potrebbero essere ben destinate a scopi pacifici e in particolare all'accelerazione dello sviluppo sociale ed economico: all'assistenza sanitaria primaria, come parte essenziale di tale sviluppo, dovrebbe essere assegnata una quota adeguata delle risorse rese disponibili.

## Conclusioni
La conferenza internazionale sull'assistenza sanitaria primaria richiede un'urgente ed efficace azione nazionale e internazionale per sviluppare e implementare l'assistenza sanitaria primaria in ogni parte del mondo e in particolare nei paesi in via di sviluppo, secondo uno spirito di cooperazione tecnica e in accordo con un nuovo ordine economico internazionale. La Conferenza esorta i governi, l'OMS, l'UNICEF e le altre organizzazioni internazionali, le agenzie multilaterali o bilaterali, le organizzazioni non governative, le agenzie di finanziamento, tutti gli operatori sanitari e l'intera comunità mondiale a sostenere l'impegno nazionale e internazionale a favore dell'assistenza sanitaria primaria e a dedicarle un crescente supporto tecnico e finanziario, particolarmente nei paesi in via di sviluppo. La conferenza si appella a tutti gli organismi appena citati perché collaborino a introdurre, sviluppare e mantenere l'assistenza sanitaria primaria in maniera coerente con lo spirito e il contenuto di questa dichiarazione.

## Risultati
La dichiarazione di Alma Ata sull'assistenza sanitaria primaria non conseguì la meta della salute per tutti entro l'anno 2000, in quanto, a detta dei detrattori, mancarono la volontà medica, politica ed ideologica. Attualmente i sistemi sanitari sono ancora più manchevoli di quelli esistenti nel 1978, con la creazione di un sistema di salute mista: per la classe povera il sussidio statale, molte volte deficitario, e per le classi alte, l'alternativa privata. Non ultimo non è posta sufficiente attenzione alla integralità della salute,  si preferiscono benefici parziali a basso costo, (ad esempio vaccinazione per tutti, pianificazione famigliare, monitoraggio dell'accrescimento dei bambini, attenzione all'allattamento materno, ...) tralasciando la salute in toto, o peggio ancora si dà più attenzione alla salute riparativa.